# Jordana Brewsterová
Jordana Brewsterová (* 26. dubna 1980, Ciudad de Panamá) je americká filmová herečka brazilského původu.
Narodila se v Panamě, žila v dětství s rodiči v Londýně, Rio de Janeiro a od deseti let na Manhattanu, kde navštěvovala katolickou školu a hrála dětské role v nekonečných televizních seriálech. V roce 1998 ji Robert Rodriguez obsadil do hororu Fakulta. Hrála také v remakeu dalšího hororu Texaský masakr motorovou pilou: Počátek, nejvíc se proslavila v akční sérii Rychle a zběsile. Dostala jednu z hlavních rolí v nové řadě seriálu Dallas, vysílaného od roku 2012.
Jejím manželem byl od roku 2007 do roku 2021 filmový producent Andrew Form. 3. září 2022 si vzala Masona Morfita, generálního ředitele ValueAct Capital.

## Filmografie

### Film
| Rok  | Název                                         | Role            | Poznámky     |
| ---- | --------------------------------------------- | --------------- | ------------ |
| 1998 | Fakulta                                       | Delilah Profitt |              |
| 2001 | Neviditelný cirkus                            | Phoebe          |              |
| 2001 | Rychle a zběsile                              | Mia Toretto     |              |
| 2004 | Rande s celebritou                            | Herečka         |              |
| 2004 | Agentky D.E.B.S.                              | Lucy Diamond    |              |
| 2005 | Kouzlo Grace                                  | Grace Chance    |              |
| 2006 | Annapolis                                     | Ali             |              |
| 2007 | Texaský masakr motorovou pilou: Počátek       | Chrissie        |              |
| 2009 | Rychlí a zběsilí                              | Mia             |              |
| 2011 | Rychle a zběsile 5                            | Mia             |              |
| 2011 | Hot Dog Water                                 |                 | krátký film  |
| 2013 | Rychle a zběsile 6                            | Mia             |              |
| 2014 | American Heist – Americká loupež              | Emily           |              |
| 2015 | Všude dobře, doma peklo                       | Dusty           |              |
| 2015 | Rychle a zběsile 7                            | Mia             |              |
| 2019 | Random Acts of Violence                       | Kathy           |              |
| 2020 | Hooking Up                                    | Tanya           |              |
| 2021 | Rychle a zběsile 9                            | Mia             |              |
| 2021 | Jet Engine Go-Kart vs RC Car vs Dodge Charger | Mia             |              |
| 2021 | On Our Way                                    | Ruby Richardson |              |
| 2022 | The Integrity of Joseph Chambers              | Tess            |              |
| 2022 | Who Invited Charlie?                          | Rosie           | postprodukce |
| 2023 | Hello Stranger                                | Faye            | postprodukce |
| 2023 | Rychle a zběsile 10                           | Mia Toretto     |              |

### Televize
| Rok       | Název                | Role             | Poznámky                                       |
| --------- | -------------------- | ---------------- | ---------------------------------------------- |
| 1985–2001 | As the World Turns   | Různé role       | 118 dílů                                       |
| 1995      | All My Children      | Anita Santos     | díl: „Episode dated 16 May 1995“               |
| 1999      | Šedesátá léta        | Sarah Weinstock  | TV film                                        |
| 2007      | Mr. and Mrs. Smith   | Jane Smith       | TV film                                        |
| 2008–2009 | Chuck                | Dr. Jill Roberts | 4 díly                                         |
| 2010      | Dark Blue            | Maria            | 3 díly                                         |
| 2010      | Gigantic             | Celebrity        | 2 díly                                         |
| 2012–2014 | Dallas               | Elena Ramos      | 40 dílů                                        |
| 2016      | American Crime Story | Denise Brown     | 5 dílů                                         |
| 2016      | Robot Chicken        | Různé role       | díl: „Secret of the Flushed Footlong“          |
| 2016      | Tajnosti a lži       | Kate Warner      | 10 dílů                                        |
| 2016–2018 | Smrtonosná zbraň     | Maureen Cahill   | 33 dílů                                        |
| 2019      | Magnum P.I.          | Hannah           | 2 díly                                         |
| 2020      | Pandemic Players     | Narrator         |                                                |
| 2021      | The Other Two        | Jordana Brewster | díl: „Pat Gets an Offer to Host "Tic Tac Toe"“ |